# Federazione pallavolistica dell'Uganda
La Federazione ugandese di pallavolo (eng. Uganda Volleyball Federation, UVF) è un'organizzazione fondata per governare la pratica della pallavolo in Uganda.
Organizza il campionato maschile e femminile, e pone sotto la propria egida la nazionale maschile e femminile.
Ha aderito alla FIVB nel 1982.